# ساباتيريت
ساباتيرايت (نحاس6ثاليومسيلينيوم4) هو معدن يوجد في التشيك. سمي باسم عالم المعادن الفرنسي جيرماين ساباتير .